# USS Florida (BB-30)
USS Florida (BB-30) byl dreadnought Námořnictva Spojených států amerických, který sloužil v letech 1911 až 1931. Jednalo se o první jednotku třídy Florida.

## Výzbroj
Hlavní výzbroj Floridy tvořilo 10 děl Mk 5 ráže 305 mm a s dostřelem až 27 km, které byly nainstalovány po dvou na 5 střeleckých věží. Sekundární výzbroj tvořilo 16 děl ráže 127 mm. Dále zde byly 4 kanóny QF 6-pounder s ráží 57 mm a s dostřelem 4 km. Byly zde i dva kanóny QF 1-pounder ráže 37 mm. Nesměly chybět ani 2 torpédomety s torpédy Mk 15, které měřily na délku více než 7 metrů a na šířku měřily 533 mm. Jejich dosah byl skoro 14 km.